# 锡茶5号
锡茶5号，是江苏省无锡市茶叶品种研究所（2006年改为江苏省茶叶研究所）研发推广的一种茶叶品种、中国国家级茶树良种。

## 特点
锡茶5号为无性生殖系品种。灌木型、大叶类、早生种。1974年至1987年，无锡市茶叶品种研究所在宜兴群体种中采用单株育种法育成，在江苏无锡、宜兴、仪征有栽培，此外安徽、湖南、山东、河南等地开始引种。1994年，锡茶5号通过全国农作物品种审定委员会审定（编号GS13005-1994）。其植株植株适中，树姿半开张，叶形为椭圆，叶芽绒毛较密。适制绿茶，其抗寒性较强。与福鼎大白茶相比，锡茶5号单位面积产能增加30%以上。